# Elongacija
Elongacija je kotna razdalja med dvema točkama  na nebu (oziroma smerema proti njima), za opazovalca v tretji točki.   
Elongacija se meri v merskih enotah za merjenje velikosti kotov (stopinja, minuta, sekunda). Lahko pa zavzame vrednosti od 0 do 180 ° vzhodno in zahodno. 
Običajno je opazovalec na Zemlji, ki opazuje kotne razdalje med Soncem in planeti (notranjimi in zunanjimi) oziroma drugimi nebesnimi telesi. Zaradi tega obravnavamo elongacijo v večini primerov kot kotno razdaljo med Soncem in poljubnim nebesnim telesom, kot jo vidimo iz Zemlje.

## Elongacije notranjih planetov
Najbolj pogosto se uporablja elongacija glede na Sonce. Posebno zanimive so elongacije notranjih planetov (Merkur in Venera). Te planete najlažje opazujemo, ko imajo veliko vzhodno ali zahodno elongacijo. Če je takšen planet viden po sončevem zahodu je blizu največje vzhodne elongacije. Nasprotno pa je planet blizu največje zahodne elongacije, če ga vidimo zjutraj pred Sončnim vzhodom. Vrednosti za največje elongacije za Merkur so med 18 in 28 °, za Venero pa med 45 in 47 °. Spreminjanje največje elongacije nastane zato, ker so tirnice niso popolne krožnice ampak elipse. Elongacija je za notranje planete tudi merilo za možno vidljivosti na nebu. Vendar vedno ne pomeni, da je planet pri veliki elongaciji dobro viden. Tako je Merkur poleti in v jeseni v naših zemljepisnih širinah kljub svoji maksimalni vzhodni elongaciji zvečer  težko viden. Podobno je tudi spomladi in pozimi pri veliki zahodni elongaciji, ko ni viden v jutranjih urah. Kljub veliki vzhodni elongaciji pozimi ali spomladi  oziromai zahodni elongaciji poleti in jeseni je ekliptika poleti in jeseni zvečer oziroma pozimi in spomladi zjutraj na naših zemljepisnih širinah tako nizko nad obzorjem, da Merkur zaide že takrat, ko je ob mraku oziroma svitu še tako svetlo, da opazovanje ni možno.
Zunanji planeti Sonca lahko imajo elongacije med 0 in 180 °.

## Zanimive elongacije
| Sonce in nebesno telo sta v konjunkciji | Kadar je opazovano nebesno telo na črti, ki povezuje Sonce in Zemljo, pravimo, da je v konjunkciji (elongacija je 0 °). |
| Sonce in nebesno telo sta v opoziciji.  | Kadar pa ima elongacijo 180 °, je v opoziciji. V tem primeru je eno telo pod obzorjem.                                  |
| Sonce in nebesno telo sta v kvadraturi. | Posebno ime ima tudi elongacija 90 °. Pravimo ji kvadratura.                                                            |